# BeroNet
 (octobre 2013).
Sa qualité peut être largement améliorée en utilisant un vocabulaire plus directement compréhensible.
 (octobre 2013).
 (juin 2013).
Si vous disposez d'ouvrages ou d'articles de référence ou si vous connaissez des sites web de qualité traitant du thème abordé ici, merci de compléter l'article en donnant les références utiles à sa vérifiabilité et en les liant à la section « Notes et références ».
BeroNet GmbH est une entreprise allemande basée à Berlin. Spécialisée en téléphonie VoIP, beroNet conçoit et fabrique des passerelles VoIP. 

## Histoire
BeroNet a été fondée à Berlin en 2002 par trois entrepreneurs en ingénierie : Christian Richter, Thomas Haeger et Gürsel Kücük. 
Au départ, l'entreprise proposait des cartes ISDN passives fonctionnant sous l'IPBX Asterisk grâce au pilote MISDN que les trois fondateurs avaient écrit. En raison de problèmes d'écho, de connexion fax et d'installation de pilotes, beroNet décida de développer des cartes ISDN actives d'où découlent ses produits actuels.

## Famille de produits de beroNet
BeroNet GmbH conçoit aujourd'hui deux produits principaux - une Appliance et une passerelle VoIP. Dû à leur boîtier modulable elles permettent de faire de la voix sur IP avec presque l'ensemble des solutions de télécommunications disponibles sur le marché (RNIS, Analogique, GSM etc.). En effet, selon la technologie utilisée, beroNet propose différents modules (PRI/BRI, FXS/FXO, hybride ou GSM) qui sont ensuite intégrés dans la passerelle.
L'ensemble des produits beroNet sont conçus et fabriqués en Allemagne.

## Qu'est-ce qu'une passerelle VoIP?
Une passerelle VoIP assure la traduction entre la téléphonie classique et la nouvelle téléphonie VoIP, permettant ainsi aux communications de passer simplement d’une technologie vers une autre.
La mise en place d’une passerelle VoIP rend possible la création de lignes de secours afin que chaque appel aboutisse. Cela permet également de mettre en place un scénario de least cost routing grâce auquel les appels sont routés vers le réseau le moins coûteux – RTC, GSM, ou VoIP selon la destination de l’appel.
Les passerelles VoIP les plus récentes présentent en général des fonctionnalités améliorées. C’est par exemple le cas des passerelles BeroNet qui peuvent être transformées en Survival Branch Appliance – la passerelle agit alors comme une solution de secours lors d'installations où existent des IPBX hébergés ou off-site.
Gage de performance, certaines passerelles intègrent également des systèmes d’alertes informant du moindre problème rencontré par le matériel. Recevoir une telle alerte est souvent le signe de problèmes de réseau qu’il faut résoudre à l’endroit où la passerelle est installée. Avec les passerelles beroNet, ce système d’alerte est intégré dans une solution Cloud qui permet directement, depuis son interface, de modifier la configuration de la passerelle, de planifier des tâches comme mettre à jour le firmware, créer une ligne de secours, ou encore restaurer le matériel à distance.
Les passerelles VoIP existent depuis un certain nombre d’années, mais chacune d’entre elles a des spécificités. C’est pourquoi il est important de mener une recherche approfondie afin de décider quelle solution est la plus adaptée à chaque réseau.